# Hereditäres Angioödem
Das hereditäre Angioödem (englisch hereditary angioedema, HAE; veraltet „hereditäres angioneurotisches Ödem“, HANE) ist eine seltene Erbkrankheit, bei der es wiederkehrend plötzlich zu Schwellungen (Angioödemen) der Haut oder Schleimhäute oder an inneren Organen kommt, die unter Umständen lebensbedrohlich sein können. Die meisten Formen des hereditären Angioödem sind Bradykinin-vermittelt und damit vom viel häufigeren Histamin-vermittelten Angioödem abzugrenzen.

## Krankheitsbild
Die Angioödeme der Haut sind meist wenig oder nicht gerötet und jucken typischerweise nicht. Sie treten meistens an der Haut oder den Schleimhäuten des Gesichts, insbesondere im Lippenbereich, den Extremitäten oder den Genitalien auf und können entstellend oder funktionseinschränkend sein. Schwellungen im Magen-Darm-Trakt äußern sich oft als schmerzhafte, kolikartige Krämpfe. Da das HAE eine seltene Erkrankung ist, werden diese Symptome häufig auch von ärztlicher Seite mit denen einer Kolik oder Blinddarmentzündung verwechselt. Besonders gefährlich sind Schwellungen im Bereich der oberen Atemwege (Kehlkopf, Nase, Zunge), die unbehandelt lebensbedrohlich werden können. Jeder dritte Betroffene erleidet mindestens eine solche Attacke in seinem Leben.
Die Beschwerden treten wiederkehrend auf und sind von unterschiedlich langen beschwerdefreien Intervallen unterbrochen. Eine Vorhersage, wo und wann das nächste Ödem auftreten wird, ist nicht möglich. Die meisten Patienten erleiden gelegentlich eine Attacke, aber es gibt auch Fälle, in denen das wöchentlich bzw. nur ein- oder zweimal im Jahr geschieht. Die Auslöser können verschiedener Art sein, wie etwa Infektionen, kleine Verletzungen, mechanische Reizungen, Operationen oder Stress, die Mehrzahl der Schwellungen jedoch entsteht spontan. Ein Angioödem entwickelt sich meist innerhalb einiger Stunden und klingt dann unbehandelt im Verlauf von 2–5 Tagen wieder ab.

## Einteilung
Hereditäre Angioödeme:
Typ I Hereditäres Angioödem, Mutation in Serping1 (C1-INH-Defizienz)
Typ II Hereditäres Angioödem, Mutation in Serping1 (C1-INH-Dysfunktion)
Typ III Hereditäres Angioödem, Mutation in Faktor XII (F12)
Typ IV Hereditäres Angioödem, Mutation in Plasminogen (PLG)
Typ V Hereditäres Angioödem, Mutation in Angiopoietin 1 (ANGPT1)
Typ VI Hereditäres Angioödem, Mutation in Kininogen 1 (KNG1)
Typ VII Hereditäres Angioödem, Mutation in Myoferlin (MYOF)
Typ VIII Hereditäres Angioödem, Mutation in Heparansulfat (HS)-Glucosamin 3-O-Sulfotransferase 6 (HS3ST6)
Typ U Hereditäres Angioödem, unbekannter genetischer Defekt

## Häufigkeit und Genetik
Man schätzt, dass etwa einer unter 50.000 Menschen betroffen ist, jedoch liegt die Dunkelziffer wahrscheinlich deutlich höher.
Ursache des hereditären Angioödems ist ein genetischer Defekt, der zu einem Mangel an C1-Inhibitor (C1-INH) führt. C1-INH ist ein Serin-Protease-Inhibitor aus der Gruppe der Serpine. Er wird von dem Gen SERPING1 codiert, das sich auf Chromosom 11 findet. In 95 % liegt eine heterozygote Loss-of-Function-Mutation dieses Gens vor, und bis 2022 wurden bereits über 700 verschiedene ursächliche Mutationen  beschrieben.
Diese hohe Allel-Heterogenität hat ihre Ursache in einer außergewöhnlich hohen Rate von Spontanmutationen. Dafür werden mehrere genetische Ursachen verantwortlich gemacht: Das Gen liegt nahe am Zentromer, es enthält sehr viele CpG-Dinukleotide, also Abfolgen von Cytosin- und Guanin-Nukleotiden, die eine Prädisposition zur spontanen Desaminierung aufweisen, und es weist viele Alu-Sequenz auf, die ein erhöhtes Risiko nichthomogener Rekombinationen aufweisen.
Dabei stellt der Körper entweder zu wenig von diesem Protein her (Typ-1-HAE, 85 % d.F.) oder es ist nicht funktionsfähig (Typ-2-HAE, 15 % d.F.). C1-INH besitzt eine regulierende Funktion in zwei lebenswichtigen Systemen des Körpers: im Kontaktsystem und im Komplementsystem der Immunabwehr. Im Falle des HAE kommt es durch die fehlende Regulation von Kallikrein und Faktor XIIa durch C1-INH zu exzessiver Bildung des Peptids Bradykinin. Das Peptid bewirkt über den Bradykininrezeptor 2 am Endothel eine Permeabilitätserhöhung der Blutgefäße, was zum Austritt von Flüssigkeit aus den Gefäßen ins Gewebe führt. Gleichzeitig erweitert es die Gefäße und löst Kontraktionen der glatten Muskulatur aus.
In 20–25 % der Fälle ist zuvor niemand in der Familie erkrankt, weil eine neue Spontanmutation (de-novo-Mutationen) aufgetreten ist, die dann aber weitervererbt werden kann.
Autoimmunprozesse können ebenfalls zu einem C1-INH-Mangel führen. Im Gegensatz zum erblichen spricht man dann von einem erworbenen Angioödem (acquired angioedema, AAE). Auch ACE-Hemmer zur Blutdrucksenkung können sehr selten schwere Ödemattacken auslösen, da sie den Bradykinin-Abbau beeinflussen.
Erstmals im Jahr 2001 wurde über eine sehr seltene Form des HAE berichtet, die mit normalem C1-INH-Spiegel und -Funktion einhergeht. Mittlerweile wurden verschiedene Mutationen als ursächlich identifiziert (Faktor XII, Plasminogen, Angiopoietin, Kininogen). Es wird vermutet, dass diese Mutationen auf verschiedenen Wegen zu einer erhöhten Bildung von Bradykinin beitragen, bzw. die Wirksamkeit des Bradykinins am Rezeptor erhöhen.

## Diagnose
Meist zeigen sich die Symptome schon in den ersten beiden Lebensjahrzehnten, wobei Männer und Frauen etwa gleich häufig erkranken.
Die Erkrankung wird oft lange Zeit nicht erkannt, da die Symptome denen häufigerer Erkrankungen wie einer Allergie oder einer Darmkolik gleichen. Wichtige Hinweise auf das mögliche Vorliegen eines HAE sind: Das Nichtansprechen eines akuten Angioödems auf Antihistaminika oder Kortisonpräparate, erstmaliges Auftreten der Beschwerden im Kindes- oder Jugendalter, wiederkehrende schmerzhafte Bauchbeschwerden, weitere Betroffene in der Familie (positive Familienanamnese). Die Diagnose wird letztlich durch eine Laboranalyse gestellt. Typisch für das Vorliegen eines HAE ist ein deutlich erniedrigter Wert für die Funktion des C1-INH, und beim Typ 1 auch der Konzentration des C1-INH. Der Komplementfaktor C4 wird aufgrund der fehlenden Regulation durch C1-INH ständig überaktiv verbraucht und deswegen oft erniedrigt gemessen.

## Therapieformen

### Akuttherapie
Ziel der Akuttherapie ist es, die Angioödementwicklung so rasch wie möglich zu stoppen, was insbesondere bei den Attacken im Kehlkopfbereich lebensrettend sein kann. Es stehen verschiedene C1-INH-Konzentrate zur Verfügung (Handelsnamen: Berinert, Cinryze aus Spenderplasma oder Ruconest, rekombinant hergestellt), die intravenös verabreicht werden. Alternativ steht mit Icatibant ein subkutan applizierbarer Bradykinin-Antagonist zur Verfügung. Im Notfall kann auch frisch eingefrorenes Blutplasma verwendet werden, das ebenfalls C-1-INH enthält. Ausschließlich in den USA zugelassen ist der Kallikreininhibitor Ecallantide. In vielen Ländern stehen den Patienten nur eine eingeschränkte Auswahl an Therapien zur Verfügung.
Bei Lebensgefahr und nicht vorhandener spezifischer medikamentöser Therapie ist eine Tracheotomie zu erwägen.

### Langzeitprophylaxe
Bei Patienten mit häufigen Attacken, eingeschränkter Lebensqualität oder fehlender Krankheitskontrolle durch die Bedarfstherapie sollte eine Langzeitprophylaxe in Erwägung gezogen werden. Zugelassen hierfür sind in Deutschland C1-INH-Konzentrate (i.v. und s.c.) und der Kallikreinantikörper Lanadelumab. In der Vergangenheit wurden häufig männliche Geschlechtshormone (Androgene) eingesetzt, die über einen bisher ungeklärten Mechanismus die Produktion von C1-INH in der Leber erhöhen. Bei Kindern ist der Einsatz von Androgenen kontraindiziert, ebenso in der Schwangerschaft bzw. bei Frauen mit Kinderwunsch. Das mehrfache Auftreten von Lebertumoren unter dem Androgen Danazol führte dazu, dass die Substanz Anfang 2005 in Deutschland vom Markt genommen wurde. ACE-Hemmer sollten durch Antihypertensiva ersetzt werden, welche Bradykinin nicht ansteigen lassen.

### Kurzzeitprophylaxe
Die Kurzzeitprophylaxe wird normalerweise vor einer Operation oder einer Zahnbehandlung durchgeführt. In Deutschland wird hierfür C1-INH-Konzentrat 1–1½ Stunden vor dem Eingriff gegeben. In Ländern, in denen kein C1-Inhibitor Konzentrat zur Prophylaxe zur Verfügung steht, wird eine Hochdosis-Behandlung mit Androgenen über fünf bis sieben Tage durchgeführt.

### Neue therapeutische Entwicklungen
In der klinischen Entwicklung befinden sich zurzeit mehrere neue Wirkstoffe, die auf verschiedenen Wegen in den Krankheitsprozess eingreifen. Dazu gehören etwa verschiedene orale Kallikrein-Inhibitoren oder ein Antikörper gegen Faktor XIIa. Erste Forschungen gibt es zu Oligonukleotiden (Präkallikreintranslationshemmung durch Antisense-RNA) und Gentherapie.